# Jorgos Andreas Papandreu
Giorgos Andrea Papandreou (grško Γιώργος Ανδρέα Παπανδρέου, pravzaprav Georgios Γεώργιος), tudi George Andrea, * 16. junij 1952, St. Paul, Minnesota, ZDA.
Papandreou je grški socialistični politik. V letih 1999 do 2004 je bil grški zunanji minister. Od februarja 2004 do marca 2012 je bil predsedujoči  politični stranki Panellinio Sosialistiko Kinima (Vsegrško socialistično gibanje PASOK). Po zmagi stranke na volitvah oktobra 2009 prevzame položaj predsednika vlade Grčije od dotedanjega Kostasa Karamanlisa, obenem prevzame do septembra 2010 zunanje ministrstvo. 9. novembra 2011 odstopi s položaja predsednika vlade Grčije. Papandreou je od 30. januarja 2006 predsedujoči Socialistični internacionali.  

## Življenjepis
Papandreou  je sin Andreasa Georgioua Papandreoua, trikratnega premiera in vnuk Georgiosa Papandreoua, dvakratnega premiera Grčije. Družina Papandreou je ena od treh mogočnih političnih dinastij, ki so vladale tej helenski republiki v zadnjem stoletju. Drugi dve sta Karamanlis in Mitsotakis. 
Otroštvo je preživel v ZDA in Kanadi. Družina se je leta 1961 vrnila v Grčijo, kjer se je oče Andreas politično angažiral in sodeloval v vladi deda Georgiosa, leta 1967 pa je prevzela oblast vojaška hunta in oba zaprla. Po nekaj mesecih je oče Andreas z družino  dobil politični azil na Švedskem in v Kanadi. Ded Georgios pa je v hišnem priporu umrl. V Torontu je Giorgos leta 1970 končal srednjo šolo, sledil je študij na univerzah v Massachusettsu, Stockholmu, Londonu in Harvardu. Je magister sociologije in častni doktor prava, pripadnik grške pravoslavne cerkve. Govori več jezikov, tekoče  grško, angleško, švedsko. Med bivanjem na Švedskem se je spoprijateljil in sodeloval z Olofom Palmejem na področju spodbujanja človekovih pravic in izobraževanja odraslih. Začel je s svojim delom v stranki PASOK, kasneje so sledile številne funkcije v parlamentu in vladi. Prejel je veliko priznanj, predvsem za dosežke s področja multikulturnosti, leta 2010 tudi nemško nagrado Quadrigo - za resnicoljubnost zaradi razkritja resničnega stanja grškega gospodarstva. Pomiril je vroče odnose z Ciprom, Albanijo in Turčijo, umilil razpravo okoli imena Makedonije. 
Velja za uglajenega in prijaznega človeka, je ljubitelj novih tehnologij in navdušen kolesar.
Ima mlajša brata  Nikosa in Andreasa jr., sestro Sophio in švedsko polsestro Emilio. Iz prvega zakona s Ciprčanko Evanthio Zissimides ima sina Andreasa (1982) in z drugo ženo Ado Papapanu hčer Margarito-Eleno (1990).

## Politična kariera
Leta 1984 je bil Papandreou izvoljen v centralni komite socialistične stranke PASOK, katere član je še danes. V letih 1981 do 1996 je bil poslanec PASOK-a za okrožje Achaia (Patras). V grškem parlamentu je prevzemal številne funkcije, med drugim je bil predsednik parlamentarnega odbora za izobraževanje, vodil odbor za kulturo in izobraževanje idr. Od leta 1987 do 1988 je bil član izvršnega odbora PASOK, od 1990 do 1993 leta tudi sekretar grške diaspore. Bil je član različnih političnih odborov PASOK-a, tako sekretar odbora za kmetijske zadruge, namestnik sekretarja oranizacijskega odbora PASOK, član odbora za mednarodne odnose in tajnik odbora za publikacije in seminarje. Od leta 1985 do 1987 je bil državni minister za kulturo in bil, med drugim, pristojen za izobraževanje odraslih in mladinske zadeve. Od junija 1988 do julija 1989 je bil imenovan za ministra za šolstvo in verske zadeve in bil sočasno državni koordinator za prijavo mesta Aten za olimpijske igre Atene 2004 (1996). Leta 1992 in 1993 je bil sodelavec na Centru za mednarodne odnose na Univerzi Harvard, ZDA.
V oktobru 1996 ga predsednik vlade Kostas Simitis imenuje za namestnika zunanjega ministra Grčije in v februarju 1999 za zunanjega ministra. Ta položaj je obdržal do odpoklica vlade v marcu 2004. Od 8. februarja 2004 do marca 2012 je bil predsedujoči stranke PASOK. Kot glavni kandidat na parlamentarnih volitvah 4. marca 2004 ni ponovil uspeha svojega predhodnika Kostasa Simitisa. Zmagovalec volitev in novi  predsednik vlade je postal Konstantinos Karamanlis iz liberalno-konzervativne stranke Nova demokracija (Nea Dimokratia).
30. januarja 2006 je bil Papandreou izvoljen za predsednika Socialistične internacionale. 
Na grških parlamentarnih volitvah 16. septembra 2007 je bil ponovno kandidat stranke PASOK za predsednika vlade proti vladajočemu Konstantinosu Karamanlisu, vendar je izgubil. Po tem porazu je o nadaljnjem predsedovanju stranki PASOK prepustil odločitev članom in simpatizerjem ter dobil ponovno podporo kot predsednik. Za to glasovanje je imelo volilno pravico 974.666 članov, volilo jih je 769.156 ali 78,9 %. Papandreou je v prvem krogu premagal dva protikandidata - Evangelosa Venizelosa in Kostasa Skandalidisa z glasovalnim deležem 55,91 %. 

## Mandat predsednika vlade
Na parlamentarnih volitvah 4. oktobra 2009 je zmagala stranka PASOK z glasovalnim deležem 43,9 % in tako dobila absolutno večino poslanskih sedežev. Dva dni kasneje je Papandreou zaprisegel kot novi predsednik vlade. V svoji vladi je prevzel do 7.9.2010 tudi zunanje ministrstvo.
Začetek njegovega mandata so zatemnili oblaki prihajajoče grške finančne krize. V televizijskem nagovoru v februarju 2010 je napovedal dodatne ukrepe za preprečitev državnega bankrota. Od takrat je vlada Papandreoua dvigovala davke v več korakih in se odločala za drastične varčevalne ukrepe. S strani Mednarodnega denarnega sklada, Evropske unije in Evropske centralne banke dobi zato Grčija posojilni paket v vrednosti več kot 110 milijard EUR. Več izplačil iz tega paketa pomoči je bilo že prenesenih v grški državni proračun. Sredi junija 2011 je prišlo do množičnih protestov proti njegovi vladi. Finančnega ministra Giorgosa Papakonstantinoua je nadomestil z dotedanjim obrambnim ministrom Evangelosom Venizelosom, po tem, ko ni mogel pridobiti na ta položaj Lukasa Papadimosa, ekonomista in od leta 2002 do 2010 podpredsednika Evropske centralne banke.
19. junija 2011 je šel Papandreou v parlament po zaupnico vladi in napovedal za jesen referendum, na katerem bodo lahko državljani odločili o reformah za modernizacijo države. Glasovanje o zaupnici v noči na 22. junij je Papandreou prestal. Večina poslancev je tudi izrazila svoje strinjanje z novimi zahtevami po varčevalnih ukrepih od EU in MDS. Za vlado je glasovalo vseh 155 poslancev njegove vladajoče stranke PASOK, 143 poslancev je glasovalo proti, medtem ko sta bila 2 neodvisna poslanca odsotna. Papandreou je v začetku novembra 2011 presenetljivo napovedal referendum o varčevalnih ukrepih, ki so jih sprejeli v povezavi z grško pomočjo na predhodnem zasedanju vrha EU v Bruslju. Zaradi močnih notranjih in predvsem zunanjih pritiskov je referendum odpovedal ter nato v parlamentu uspešno prestal še eno glasovanje o zaupnici vlade. 6. novembra 2011 se je pokazalo, da bo prišlo v sklopu dolžniške krize v evroobmočju do prestrukturiranja grškega vladnega kabineta, pri čemer naj bi Papandreou ponudil svoj odstop. 9. novembra 2011 tudi uradno odstopi. Njegov naslednik je 11. novembra 2011 postal Loukas Papadimos.